# 神戸の長吉
神戸の長吉（かんべのながきち、1814年 - 1880年3月20日）は、日本の侠客である。村上元三の小説『次郎長三国志』に同名で登場、「荒神山の喧嘩」の中心となった人物である。神戸長吉（読み同）とも。「神戸の長吉」と呼ばれる前は吉五郎（きちごろう）と名のっていた。本名は初芝 才次郎（はつしば さいじろう）。

## 人物・来歴
1814年（文化11年）、下総国千葉郡浜野村（現在の千葉県千葉市中央区浜野町）に生まれる。小島政二郎の小説『次郎長日向』（1955年）には、吉良の仁吉（本名・太田仁吉、1839年 - 1866年）に対して加勢のお礼を述べに来て、その帰りに角井門之助に斬殺される「よね」という母が登場するが、フィクションである。長吉は史実では仁吉よりも25歳年長である。吉良の仁吉、館林の玉吉（御油の玉吉）とともに「三吉」と称された。
正確な時期は不明であるが地元を出奔、吉五郎の名で渡世人として生き、伊勢国河曲郡神戸城下（現在の三重県鈴鹿市神戸）に流れ着いたころには、すでに中年になっていたという。同地に一家を構え、長身であり長顔であったことから「神戸の長吉」と呼ばれた。山本鉄眉（天田愚庵、1854年 - 1904年）が清水次郎長に聞き書きし、次郎長の生前に上梓した『東海遊侠伝』（1884年）には、第十二回『笠砥高市両党争威 荒神激闘二魁殞命』（笠砥の高市に両党威を争い荒神の激闘に二魁命を殞す）という章があり、「吉五郎、其面頗る長し、人呼て長吉と云ふ」と記される通りである。神戸藩一万石の伝馬御用を勤める木田松の下請けで伝馬の仕事を引き受ける傍ら、神戸の十日市町入口の地蔵院（現在の天台真盛宗神戸十日市教会元地蔵院）に賭場を開いていた。日永の追分（現在の三重県四日市市追分）の神戸屋祐蔵（勇蔵とも）の配下に入る。荒神山（現在の三重県鈴鹿市高塚町観音寺）は、もともとは神戸屋の縄張りであり、祭礼の際に開かれる博奕場は繁盛し「千両かすりの賭場」と呼ばれた。長吉は、この賭場の権利を神戸屋から譲渡されていた。
伊勢国員弁郡穴太村（のちの神田村、現在の東員町大字穴太）の穴太徳次郎（本名・中野徳二郎、1823年 - 1874年）、通称「穴太徳」（安濃徳とも）とは、同じ神戸屋の配下であり、兄弟分の間柄であった。桑名宿（現在の桑名市）は穴太徳の本拠地であったが、同地で長吉の養子、久居才次郎が博奕の上で喧嘩をしたところ、その報復として家に放火されるという事件が起きた。1864年4月26日（元治元年3月21日）未明、伊勢参宮街道（現在の国道23号）の追分の一本松で、長吉らがさらにその報復として、穴太徳一派の人間を斬った。「御座れ参れの喧嘩」という。長吉は逃亡を余儀なくされ、神戸を離れていたが、その間に穴太徳一派が荒神山の賭場を自らの支配下に奪い取った。笹川臨風は長吉の不在について、逃亡ではなく「或る罪にて三年間獄屋に繋がれてゐる内に」と記している。長吉が、義兄弟分の仁吉に相談し、その逆襲として勃発したのが、1866年5月22日（慶応2年4月8日）の「荒神山の喧嘩」であった。仁吉は、三河国幡豆郡寺津村（現在の愛知県西尾市寺津町）の寺津一家三代目であり、寺津は二代目の寺津間之助の時代から次郎長の清水一家と同盟関係にあったため、大政、関東綱五郎らと合流して先頭を切り、総勢22名で穴太徳、黒駒勝蔵（1832年 - 1871年）、雲風亀吉こと平井一家二代目平井亀吉（1828年 - 1893年）らと戦闘し、銃撃されて死に至る重傷を負っている。この戦闘において、長吉を「現場から逃匿れてゐた」（笹川）というような「卑怯者」「臆病者」として描いたのは、史実とまったく異なっており、三代目神田伯山（1872年 - 1932年）の創作である。長吉に加勢した清水・寺津連合の22人のうち、『東海遊侠伝』が「外二名今名を失す」と書かれるのは、長吉の乾分であり、この戦闘で同2名は戦死した。

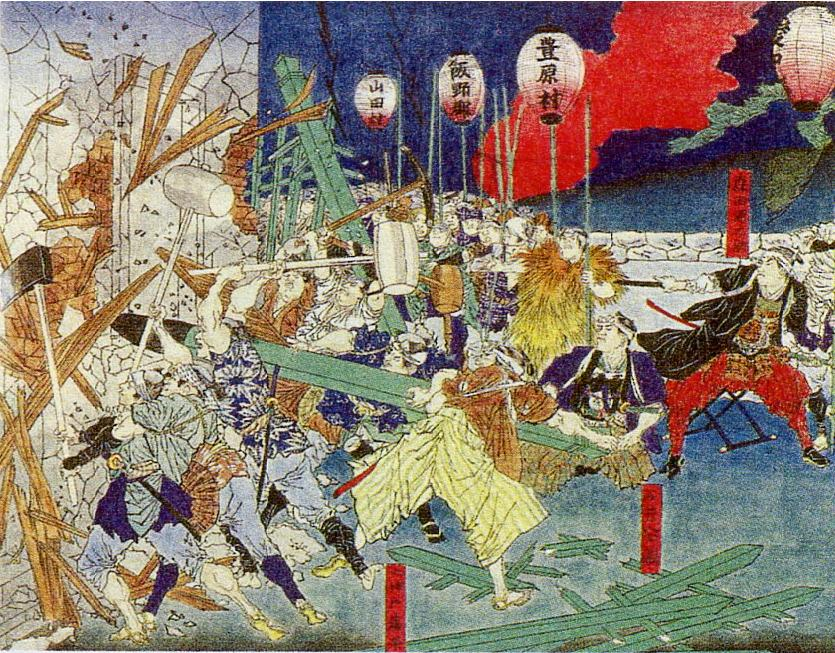
月岡芳年描く伊勢暴動（1876年）。

「荒神山の喧嘩」以降、郷里の浜野村に戻って隠遁していたが、明治維新以降に戻ってきて、神戸十日市町に居を構える。1871年（明治4年）、荒神山手打式が行われたが、そのときの清水一家の集合写真には写っていない。跡目養子であった久居の才次郎こと浅野才次郎は、1875年（明治8年）に伊勢国一志郡久居（現在の三重県津市久居）に定住し、長吉の跡目を継ぐことなく、弟分の糸屋の市五郎こと伊藤市五郎が相続し、長吉は隠居した。市五郎は、当時「桑名侯の落胤」つまり先代の桑名藩主松平猷（1834年 - 1859年）の隠し子である、という噂があった人物であるという。長吉の本名は初芝 才次郎とされるが、これは維新以降に改めて名のったものである。1876年（明治9年）11月の伊勢暴動では、神戸の町に暴徒が侵入、民家に放火をしようとしたが、これを防ぐために指揮を執り、暴徒の先頭集団の1名を斬殺、鎮圧側に回ったという。
1880年（明治13年）3月20日、病気により死去した。満66歳没（享年67）。『日本俠客100選』の「穴太の徳次郎」の項の末尾には、長吉の没年月日として「明治十三年三月二十六日」と記載されているが、これは誤りである。

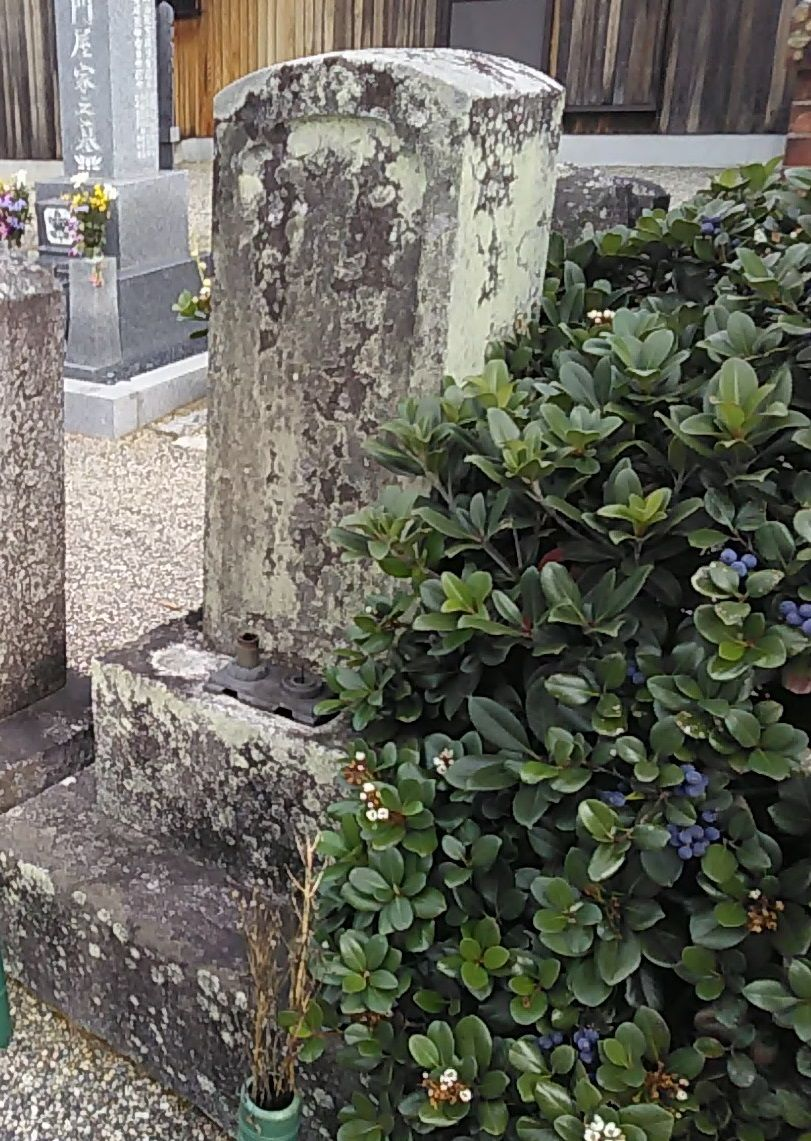
神戸の長吉の墓(鈴鹿市妙祝寺)

藤田五郎によれば、長吉の墓は三重県鈴鹿市西条町の法華宗陣門流妙祝寺 にあり、建てたのは千葉県千葉郡浜野村の初芝初五郎、戒名は「妙法本行院誉泰嶺日徳信士」であるという。長吉の墓は、2基の身内の墓と並んでいるが、同寺の過去帳には「慶応二年寅歳四月八日 泰進信士、仝 最進信士 才次郎子分」とあり、いずれも「慶応2年4月8日」つまり「荒神山の喧嘩」で死んだ子分の墓である。

## フィクションの人物像
フィクションにおける「神戸の長吉」は、義理人情に殉じたヒーロー吉良の二吉に比して、戦闘時に隠れていた「卑怯者」「臆病者」として描かれるが、これは史実とは異なり、三代目神田伯山の創作である。郷土史家・堀文次が1935年（昭和10年）から伊勢新聞等に発表、史実を明らかにした研究は、長谷川伸、村上元三といった清水次郎長周辺の物語に興味を持った作家に少なからず影響を与えたという。荒神山に関する堀の研究は、1963年（昭和38年）に上梓した『郷土史料 荒神山物語』にまとめられた。
長吉は史実では仁吉よりも25歳、次郎長と比較しても6歳も年長であり、荒神山の時点では満52歳前後であるが、「荒神山の喧嘩」を描く映画では、気の弱い青年に描かれる。松田定次が監督した『次郎長一家』（脚本比佐芳武、1938年）では、次郎長に公開時満36歳の月形龍之介、仁吉に同じく満32歳の沢村国太郎 に対し、長吉を演じた市川正二郎は、同作公開時には満25歳であった。同じく松田が戦後監督した『勢揃い東海道』（脚本高岩肇、1963年）では、次郎長に満59歳の片岡千恵蔵、仁吉に満33歳の大川橋蔵、長吉に満23歳の河原崎長一郎を配した。『勢揃い東海道』では青年に描かれた長吉の母親・お松も登場し、公開時満55歳の松浦築枝が演じているが、史実では長吉はむしろこの母の年齢に近い。八尋不二がオリジナル脚本を書いた『二十九人の喧嘩状』（監督安田公義、1957年）、『次郎長富士』（監督森一生、1959年）では、長吉は仁吉の「弟分」と明確に位置づけられており、仁吉はいずれもそれぞれ公開時満25歳・満27歳の市川雷蔵 であるのに対し、長吉にはそれぞれ満25歳の林成年、満27歳の舟木洋一 が配されている。
マキノ雅弘の代表作とされる映画『次郎長三国志』（東宝、1952年 - 1954年）、『次郎長三国志』（東映、1963年 - 1965年）の2つのシリーズでは、東宝版では荒神山がクライマックスになっているのに対して、東映版では『次郎長三国志 甲州路殴り込み』（1965年）で終わっており、荒神山のくだりは描かれていない。東宝版の最終篇『次郎長三国志 第九部 荒神山』（脚本橋本忍、1954年）では、仁吉を同作の公開時満37歳の若原雅夫、長吉を同じく満37歳の千秋実が演じている。同作では荒神山が「神戸の長吉が親の代から譲られた繩張だった」という設定である。映画『次郎長三国志』は、村上元三の同名の小説を原作にしており、第1章『桶屋の鬼吉』に始まり、『東海遊侠伝』を書いた天田愚庵を描く第22章『天田五郞』、講談『名も高き富士の山本』を創作した三代目神田伯山を描く第23章『神田伯山』で終わる、全23章で構成される同作において、長吉を描く『神戸の長吉』は第21章『吉良の仁吉』の手前の第20章に当たる

## フィルモグラフィ
「神戸の長吉」が登場するおもな劇場用映画・テレビ映画の一覧である。公開日の右側には、「神戸の長吉（吉良の仁吉・次郎長）」の形式で神戸の長吉を演じた俳優名とともに、吉良の仁吉・次郎長を演じた俳優も記した。東京国立近代美術館フィルムセンター（NFC）、デジタル・ミーム等での所蔵状況も記した。
- 『荒神山の血煙』 : 監督・原作・脚本沼田紅緑、製作東亜キネマ等持院撮影所、配給東亜キネマ、1925年2月6日公開 - 美浪光（市川小文治・市川芳三郎）
- 『関東綱五郎 前篇』 : 監督・脚本森本登良夫、原作長谷川伸、製作帝国キネマ芦屋撮影所、配給帝国キネマ演芸、1926年9月15日公開 - 嵐璃運児（不明・片岡童十郎）
- 『関東綱五郎 後篇』 : 監督・脚本森本登良夫、原作長谷川伸、製作帝国キネマ芦屋撮影所、配給帝国キネマ演芸、1926年9月23日公開 - 嵐璃運児（不明・片岡童十郎）
- 『荒神山』 : 監督勝見正義、原作神田伯山、脚本勝見黙笑、製作勝見庸太郎プロダクション、配給マキノキネマ、1927年9月30日公開 - 不明（不明・不明）
- 『清水次郎長 第三篇 髑髏篇』 : 監督辻吉郎、原作・脚本仏生寺弥作、製作日活大将軍撮影所、配給日活、1928年11月16日公開 - 久米譲（葛木香一・河部五郎）
- 『血煙荒神山』 : 監督辻吉郎、脚本松本常夫、製作日活太秦撮影所、配給日活、1929年7月13日公開 - 久米譲（大河内伝次郎・大河内伝次郎、二役）、10分の上映用プリントをNFCが所蔵
- 『吉良の仁吉』 : 監督・原作押本七之輔、脚本関口光昭、製作・配給帝国キネマ演芸、1930年5月30日公開 - 不明（市川玉太郎・不明）
- 『清水次郎長』 : 監督仁科熊彦、原作小島政二郎、脚本塩田一、製作嵐寛寿郎プロダクション、配給東亜キネマ、1931年8月15日公開 - 菊本久夫（八幡順一郎・嵐寛寿郎）
- 『決戦荒神山』 : 監督金田繁・大伴麟三、原作・脚本小国京二、製作東活映画社、配給宝塚キネマ興行、1932年12月31日公開 - 不明（不明・不明）
- 『叫ぶ荒神山』 : 監督白井戦太郎、原作・脚本御荘金吾、製作・配給亜細亜映画、1934年製作・公開 - 不明（不明・不明）
- 『熱血荒神山』 : 監督・原作・脚本岡田敬、製作・配給大都映画、1935年12月5日公開 - 不明（不明・不明）
- 『決戦荒神山』 : 監督牧陶六、原作・脚本比佐芳武、製作・配給マキノトーキー製作所、1936年11月14日公開 - 不明（不明・不明）
- 『吉良の仁吉』 : 監督児井英男、脚本小鍛冶泰祐、製作今井映画製作所、配給東宝映画、1937年8月30日公開 - 林雅美（海江田譲二・鬼頭善一郎）、5分のフィルム断片をNFCが所蔵
- 『次郎長一家』 : 監督松田定次、脚本比佐芳武、製作日活京都撮影所、配給日活、1938年5月21日公開 - 市川正二郎（沢村国太郎・月形龍之介）
- 『荒神山十八衆』 : 監督古野栄作、脚本中野竜二郎、製作松竹下加茂撮影所、配給松竹キネマ、1939年1月20日公開 - 不明（不明・不明）
- 『次郎長裸道中』 : 監督押本七之輔、脚本民門敏夫、製作新興キネマ京都撮影所、配給新興キネマ、1939年3月8日公開 - 千代田勝太郎（ - ・羅門光三郎）
- 『虎造の荒神山』 : 監督青柳信雄、脚本八住利雄、製作東宝映画東京撮影所、配給東宝映画、1940年7月17日公開 - 三木利夫（黒川弥太郎・下田猛）、67分の上映用プリントをNFCが所蔵
- 『乱れ星荒神山』 : 監督萩原遼、原作村松梢風、脚本村松道平、製作東横映画、配給東京映画配給、1950年11月23日公開 - 高田浩吉（市川右太衛門・月形龍之介）、77分の上映用プリントをNFCが所蔵
- 『歌くらべ荒神山』 : 監督斎藤寅次郎、原案あをいきくらぶ同人（淀橋太郞・竹田新太郞・中田竜雄・有吉光也）、脚本八住利雄、製作新芸プロダクション・新東宝、配給新東宝、1952年7月24日公開 - 不明（高田浩吉・広沢虎造）
- 『遊侠一代』 : 監督天辰大中・小崎政房、原作尾崎士郎、脚本小崎政房、製作連合映画撮影所、配給東映、1952年8月21日公開 - 不明（田崎潤・ - ）
- 『次郎長三国志 第九部 荒神山』 : 監督マキノ雅弘、原作村上元三、脚本橋本忍、製作・配給東宝、1954年7月14日公開 - 千秋実（若原雅夫・小堀明男）、82分の上映用プリントをNFCが所蔵
- 『二十九人の喧嘩状』 : 監督安田公義、脚本八尋不二、製作大映京都撮影所、配給大映、1957年6月4日公開（映倫番号 10151） - 林成年（市川雷蔵・黒川弥太郎）
- 『次郎長意外伝 大暴れ次郎長一家』 : 監督日高繁明、原案正岡容、脚本小野田勇・キノトール、製作・配給東宝、1957年12月22日公開 - 南利明（沖諒太郎・小堀明男）
- 『任侠清水港』 : 監督松田定次、脚本比佐芳武、製作東映京都撮影所、配給東映、1957年1月3日公開 - 尾上鯉之助（市川右太衛門・片岡千恵蔵）、103分の上映用プリントをNFCが所蔵
- 『次郎長富士』 : 監督森一生、脚本八尋不二、製作大映京都撮影所、配給大映、1959年6月2日公開（映倫番号 11191） - 舟木洋一（市川雷蔵・長谷川一夫）、104分の上映用プリントをNFCが所蔵・105分の16mmフィルム版上映用プリントをデジタルミームが所蔵
- 『次郎長血笑記 殴り込み荒神山』 : 監督工藤栄一、脚本村松道平、製作第二東映京都製作所、配給第二東映、1960年9月13日公開（映倫番号 11909） - 坂東吉弥（若山富三郎・黒川弥太郎）
- 『若き日の次郎長 東海道のつむじ風』 : 監督マキノ雅弘、脚本小野竜之助、製作東映京都撮影所、配給東映、1962年1月3日公開（映倫番号 12635） - 神木真寿雄（大村文武・中村錦之助）、89分の上映用プリントをNFCが所蔵
- 『続サラリーマン清水港』 : 監督松林宗恵、脚本笠原良三、製作・配給東宝、1962年3月7日公開（映倫番号 12663） - 宝田明（都田長吉役、河津清三郎・森繁久彌）
- 『勢揃い東海道』 : 監督松田定次、脚本高岩肇、製作東映京都撮影所、配給東映、1963年1月3日公開（映倫番号 13025） - 河原崎長一郎（大川橋蔵・片岡千恵蔵）、94分の上映用プリントをNFCが所蔵
- 『てなもんや東海道』 : 監督松林宗恵、原作香川登志緒、脚本長瀬喜伴・新井一・沢田隆治、製作東宝・宝塚映画製作所・渡辺プロダクション、配給東宝、1966年8月14日公開（映倫番号 14499） - 石橋エータロー（犬塚弘・ハナ肇）
- 『次郎長三国志』 : 原作村上元三、1968年4月7日 - 同年9月29日放映（連続テレビ映画・全26回） - 不明（中村梅之助・中野誠也）
- 『花も実もある為五郎』 : 監督野村芳太郎、脚本加藤泰・野村芳太郎、製作松竹大船撮影所、配給松竹、1971年4月28日公開（映倫番号 16670） - 藤田まこと（ - ・ - ）
- 『清水次郎長』 : 1971年5月8日 - 1972年4月29日放映（連続テレビ映画・全52回） - 佐々木功（杉良太郎・竹脇無我）
- 『次郎長三国志』 : 監督田中徳三・原田雄一・杉村六郎・高瀬昌弘、原作村上元三、1991年1月2日放映（テレビ映画・新春ワイド時代劇） - 趙方豪（村上弘明・高橋英樹）
- 『新・木枯し紋次郎』第14話「白刃を縛る五日の掟」 : 1977年10月5日 - 1978年3月29日 放映（東京12チャンネル）（連続テレビドラマ・全26話）- 林与一
- 『次郎長三国志 勢揃い二十八人衆喧嘩旅!』 : 監督松尾昭典、原作村上元三、1998年1月3日放映（テレビ映画・新春ワイド時代劇） - 伊庭剛（髙嶋政宏・北大路欣也）
- 『次郎長三国志』 : 監督吉田啓一郎・原田雄一、原作村上元三、2000年1月2日放映（テレビ映画・新春ワイド時代劇） - 不明（榎木孝明・杉良太郎）